# يوشياكي فوجيساوا
يوشياكي فوجيساوا (藤澤慶昌 فوجيساوا يوشياكي) هو ملحن ياباني ولد في 12 سبتمبر 1981 في محافظة فوكوكا.

## أعماله في الأنمي

### مسلسلات أنمي تلفزيونية
- فتاة الأمواج و فتى الشباب (ضمن Franz Maxwell I.)
- الأسرة العجيبة
- الأسرة العجيبة 2
- لاف لايف!
- لاف لايف! سوبرستار!!
- أحجية الشر
- غيت: قوات الدفاع الذاتي تقاتل في أرض أخرى
- متتابعة أكاديمية ميكاغورا
- برينس أوف سترايد ألترنيتيف
- ديمنشن دبليو (بالتعاون مع غو شينا)
- مباحث معجزات الفاتيكان
- بلاد الأحجار الكريمة
- مكان أبعد من الكون
- شوجو كاغيكي رفيو ستارلايت (بالتعاون مع تاتسويا كاتو)
- سلو ستارت
- جارتنا مصاصة الدماء
- البطل الحذر
- إعادة تجسيد العاطل

### أفلام أنمي
- لاف لايف! ذا سكول آيدول موفي
- نو غيم نو لايف: زيرو
- كرايون شين-تشان: تصادم! مملكة راكوغا و الأبطال الأربعة بالكاد (بالتعاون مع توشيوكي أراكاوا)

## أعماله في ألعاب الفيديو
- طوكيو ميراج سيشنز شارب إف إي

## وصلات خارجية
- يوشياكي فوجيساوا على موقع IMDb (الإنجليزية)
- يوشياكي فوجيساوا على موقع ميوزك برينز (الإنجليزية)
- يوشياكي فوجيساوا على موقع ديسكوغز (الإنجليزية)
- يوشياكي فوجيساوا على موقع قاعدة بيانات الفيلم (الإنجليزية)

- صفحة IMDb